# Kowaliwka (Myrhorod)
Kowaliwka (ukrainisch Ковалівка) ist ein Dorf in der ukrainischen Oblast Poltawa mit etwa 900 Einwohnern (2001).

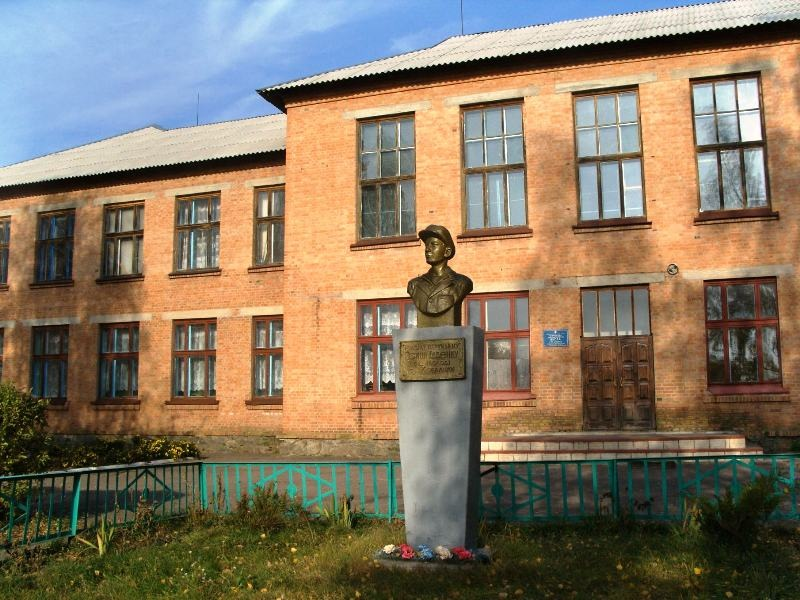
Denkmal im Ort

Das seit dem 17. Jahrhundert bekannte Dorf liegt auf einer Höhe von 100 m am Ufer der 22 km langen Stecha (Стеха) sowie am Hrun-Taschan (Грунь-Ташань), einem 91 km langen, linken Nebenfluss des Psel, 18 km nördlich vom ehemaligen Rajonzentrum Schyschaky und 75 km nordwestlich vom Oblastzentrum Poltawa.
Am 12. Juni 2020 wurde das Dorf ein Teil der neugegründeten Landgemeinde Welyki Sorotschynzi, bis dahin bildete es die gleichnamige Landratsgemeinde Kowaliwka (Ковалівська сільська рада/Kowaliwska silska rada) im Norden des Rajons Schyschaky.
Am 17. Juli 2020 kam es im Zuge einer großen Rajonsreform zum Anschluss des Rajonsgebietes an den Rajon Myrhorod.

## Söhne und Töchter der Ortschaft
- Sofija Bohomolez (1856–1892), ukrainische revolutionäre Narodniki und Mutter von Oleksandr Bohomolez